# Arctodus simus
Espèce
Répartition géographique
L'Ours à face courte (Arctodus simus) est l'une des deux espèces du genre éteint Arctodus. Il s'agit de l'un des plus gros ours ayant jamais vécu, et du plus grand prédateur terrestre d'Amérique des derniers 20 000 ans.
Il vécut en Amérique du Nord de l'Alaska au Mexique au cours du Pléistocène entre environ 1,8 million d'années et 10 000 ans avant le présent. Comme beaucoup d'autres espèces de l'ancienne mégafaune, cet ours géant a disparu à la fin du Pléistocène. Son extinction s'explique probablement par la disparition d'une partie de ses proies avec la fin de la dernière ère glaciaire, le développement d'armes et de techniques de chasse par les premiers Américains (premier peuplement de l'Amérique) ainsi que la concurrence de l'ours brun venu d'Asie.
Doté de puissantes mâchoires et de dents impressionnantes, il était un chasseur dominant capable de tuer des proies de grande taille (probablement des bisons, des cerfs, des élans et des camélidés) mais comme sa morphologie n'était pas adaptée à la poursuite sur des longues distances, il était essentiellement cleptoparasite, il utilisait son imposante taille pour faire fuir d'autres prédateurs, tel Canis dirus, et ainsi s'emparer de leur proie, un prédateur opportuniste aussi charognard.

## Anatomie

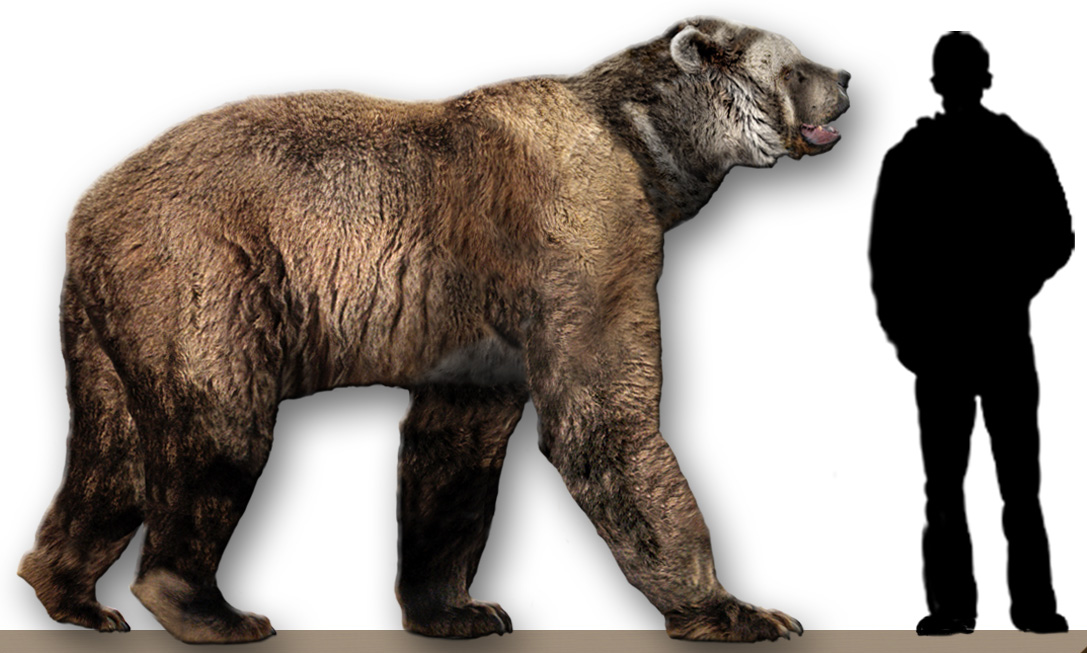
Comparaison entre un Arctodus simus et un homme.

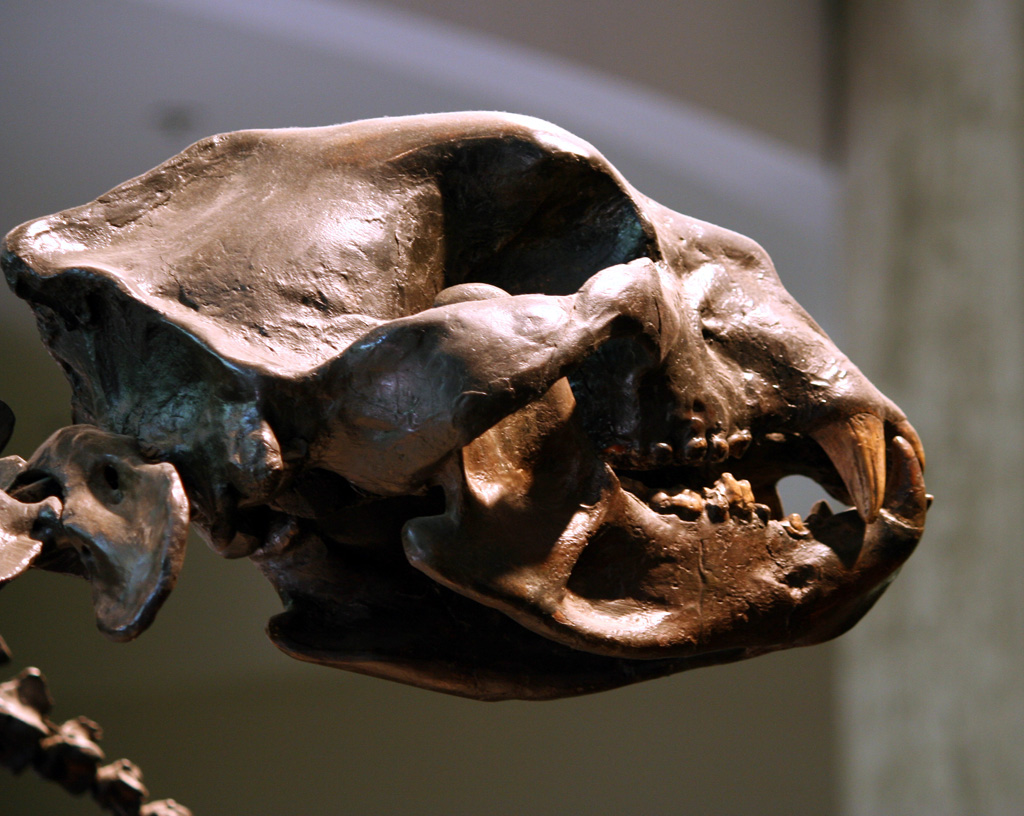
Le crâne d'un Arctodus simus.

Il était probablement l'un des plus grands (1,80 m au garrot et 3,50 m debout), sinon le plus grand des mammifères terrestres prédateurs qui ont vécu sur Terre au cours de l'ère glaciaire. Les dernières études sur la masse de cet ours suggèrent un dimorphisme sexuel important comme chez les ours actuels. Ainsi, si l'on prend les évaluations de masse pour les spécimens LACM 122434 et UM 25611, on obtient respectivement 317 kg et 388 kg. Ces masses sont celles de femelles. Les femelles de cette espèce sont donc déjà bien plus massives que les plus grands fauves contemporains, dans la gamme de masse des grizzly adultes mâles (Ursus horribilis). Concernant les mâles, les masses obtenues des spécimens PM 24880, F:AM 25531 et UVP 015 sont respectivement 740 kg, 863 kg et 957 kg. Le fait qu'un tiers des mâles étudiés approchent la tonne suggère que les mâles atteignant ou dépassant 1 000 kg devaient être relativement courants. À titre de comparaison, l'ours kodiak le plus imposant retrouvé à l'état sauvage atteint une masse de 750 kg, la masse moyenne de cette espèce-ci se situant entre 300 et 500 kg. Il est difficile de donner une masse moyenne pour Arctodus simus étant donné la faiblesse de l'échantillon étudié, comparé à tous les spécimens n'ayant pas été fossilisés. Les paléontologues s'accordent à dire que les mâles les plus massifs devaient dépasser de peu la tonne.

Parmi tous les ours connus, Arctodus possédait l'une des plus fortes dentitions, avec le genre Agriotherium et très probablement Arctotherium. La mâchoire imposante, comportant de longues canines, pouvait s'ouvrir largement comme chez un grand félin, ce qui, joint à sa puissante musculature, permettait à Arctodus simus de tuer de grosses proies par la seule force de sa morsure. Crâne large et aplati, yeux rapprochés, son museau était très large mais cela ne suggère pas un comportement particulièrement prédateur puisqu'actuellement, l'ours malais dispose d'un museau plus large que l'ours polaire et est pourtant bien moins prédateur que ce dernier.
Les mesures ostéologiques indiquent que cet ours n'avait pas proportionnellement de plus longs membres que les ours actuels, contrairement à une idée répandue dans le passé. Arctodus simus n'était pas un prédateur cursorial comme les félidés mais pouvait plutôt être vu comme un omnivore de taille très impressionnante pouvant s'imposer la plupart du temps face aux autres carnivores tels que les Canidae ou les Felidae.
L'ours à face courte disparut à la fin du Pléistocène sans laisser de descendants. Son plus proche cousin à l'heure actuelle est l'ours à lunettes qui vit dans les Andes, en Amérique du Sud.

## Cohabitation
Il est possible que l'Homme ait participé à son extinction. Des traces d'hommes datant de −12 000 ans ont en effet été retrouvées en Amérique ; l'homme a pu chasser les proies de l'ours et son outillage a pu lui permettre de se défendre face à lui. L'homme pour se défendre aurait chassé les ours et participé à sa disparition.